# Rhaphidophora chevalieri
Rhaphidophora chevalieri — вид квіткових рослин із родини Araceae, роду Rhaphidophora. Це ліана, рідним ареалом якої є пн. і пн.-сх. Таїланд, В'єтнам.